# Brug 514
Brug 514 is een kunstwerk in het Amsterdamse Bos. Het Amsterdamse Bos is een deel van de gemeente Amstelveen, terwijl de gemeente Amsterdam het beheer voert.
De meeste bruggen uit de beginperiode van het bos zijn ontworpen door Piet Kramer van de Dienst der Publieke Werken. Zo is dat ook voor deze brug, die in een aanbesteding zat met allerlei bruggen rondom de Bosbaan. Deze bruggen hadden behoefte aan een extra onderdeel, ze moesten afgesloten kunnen worden voor het geval er wedstrijden werden gehouden op de Bosbaan. Voor elders ontwierp Kramer de zogenaamde ballenbruggen, voor het westelijk eind van de Bosbaan ontwierp hij een brug met toegangshek. De brug stamt uit 1938 toen de meeste van die bruggen werden aangelegd. Brug 514 is alleen geschikt voor voetgangers en fietsers en ligt redelijk diep in het landschap; het eind van de Bosbaan ligt een soort dijk. Het overige verkeer moet over brug 515 liggend in het verlengde van de Bosbaanweg. Naast die brug ligt voor fietsers in brug 512 een replica van brug 514. Brug 514 heeft in brug 522 een zusje, deze dient niet voor afsluiting van de terreinen rond de Bosbaan maar die rond het openluchttheater.
Bijzonder aan brug 514 (en 512) is de uitvoering in de kleuren wit, rood en groen. Het wit is voor de leuningen en het traliewerk in de deuren. Het rood is meteen een waarschuwing. De kleur werd gebruikt voor pinnen en tanden, die over- en inklimmem moeten bemoeilijken, maar ook voor de scharnierpunten. Het geeft de brug een Oosters uiterlijk, een teken van Kramers liefde voor Oosterse kunst. De brug was origineel geheel van hout, maar werd later voorzien van een betonnen rijdek; daarbij werden de verschillende niveaus van voet- en fietspad gehandhaafd. De in het midden staande brugpijler dateert dan weer uit 1938. Een andere bijzonderheid is dat de tralies van de beveiliging in de hekwerken in het kader van de deur zijn gesitueerd, terwijl ze op vleugelhekwerken aan de buitenzijde van het raamwerk zijn geplaatst en er bovenuit steken.
De brug heeft een theoretische doorvaartbreedte van 3 meter, in tweeën gedeeld door de brugpijler. In die brugpijler zit nu weer het verschil met haar zusje 522 (alle bruggen van Kramer in het bos verschillen), brug 522 heeft geen pijler. De doorvaarthoogte is echter maar 15 cm. Het geheel wordt gedragen door een houten paalfundering.
In 1999 werden alle bruggen in het Amsterdamse Bos door MTD Landschapsarchitecten in opdracht van de gemeente onderzocht op hun cultureel belang. Zij constateerden voor brug 514 dat het voor het bos en sluis een waardevolle brug was. Ze merkten daarbij op dat:
- de uniciteit wordt versterkt door de mogelijkheid tot een overhoekse kijk op de brug, doordat de aanvoerweg slingert
- de witte kleur de brug accentueert in een lommerrijke omgeving van het natuurbos, met de rode kleur als decoratie
- karakteristieke houtverbindingen in leuningen.

Amstelveen nam deze argumentatie deels over toen zij de brug in 2013 tot gemeentelijk monument verklaarde, zij vonden een aanvulling in de toegepaste afsluitbare poort.

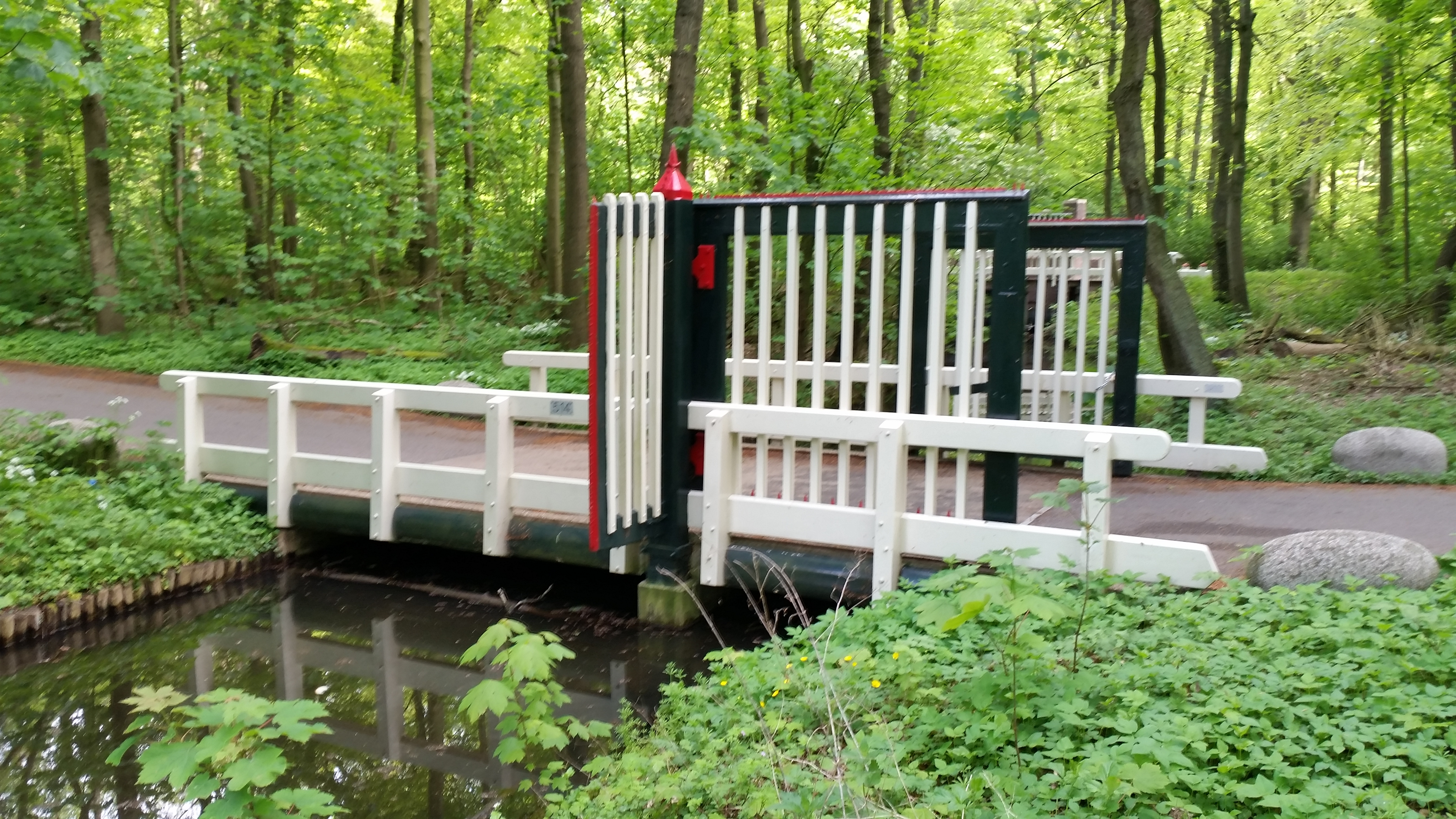
Zijaanzicht van brug 514 (april 2019)

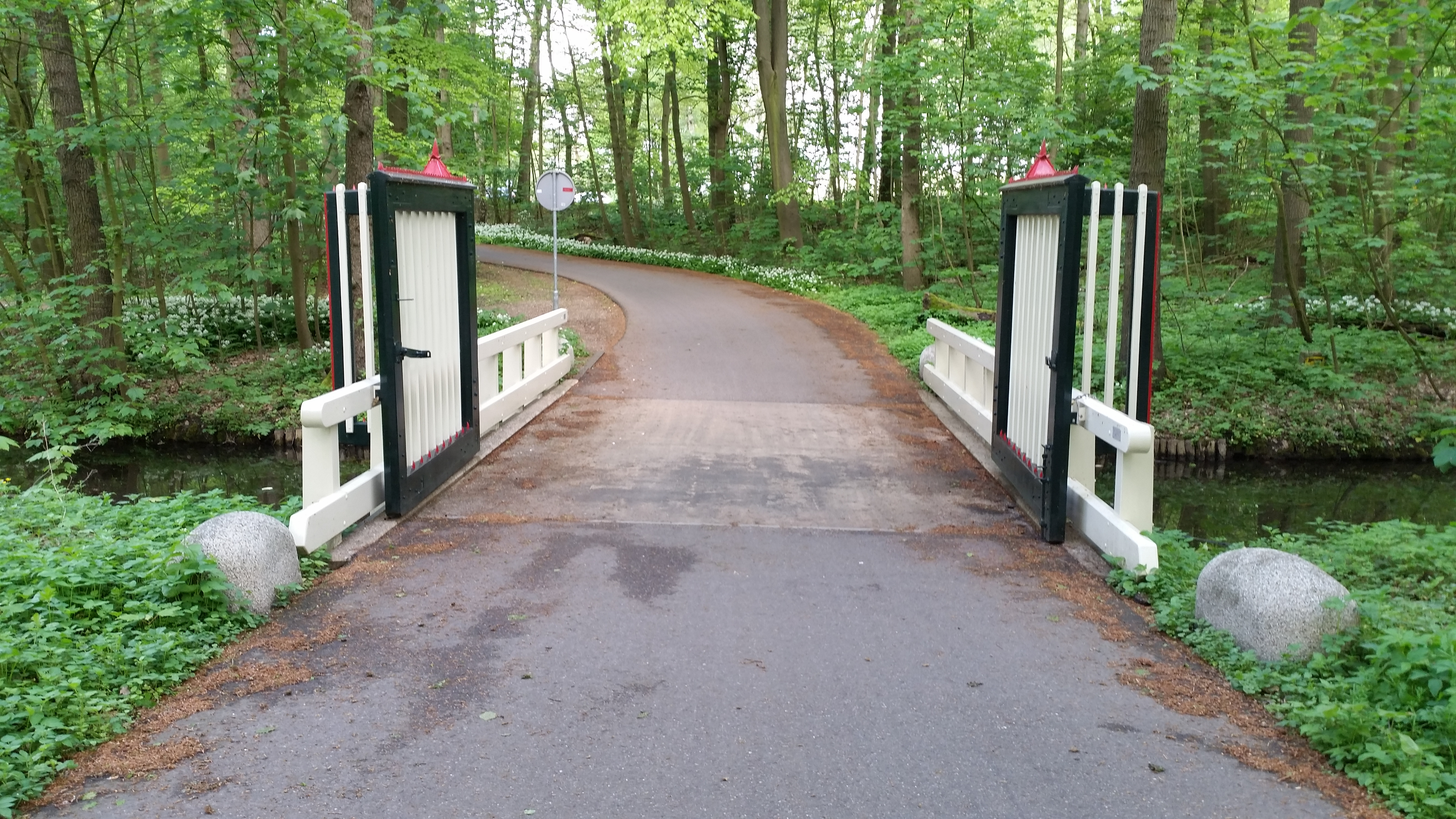
Vooraanzicht van brug 514 (april 2019)

<<< · 500 · 501 ·  503 · 504 · 505 · 506 · 507 · 508 · 509 · 510 · 511 · 512 · 513 · 514 · 515 · 516 · 517 · 518 · 519 · 520 · 521 · 522 · 523 · 525 · 526 · 527 · 528 · 530 · 531 · 532 · 533 · 534 · 535 · 536 · 537 · 538 · 539 · 540 · 541 · 542 · 543 · 544 · 545 · 546 · 547 · 548 · 549 · 550 · 551 · 552 · 553 · 554 · 555 · 556 · 557 · 558 · 559 · 560 · 561 · 562 · 563 · 564 · 565 · 566 · 567 · 569 · 571 · 572 · 573 · 575 · 577 · 578 · 580 · 581 · 582 · 583 · 584 · 586 · 587 · 589 · 590 · 591 · 592 · 593 · 594 · >>>
Brugnummers 502, 524, 529, 568, 570, 574, 576, 579, 585, 588, 595, 596, 597, 598, 599 zijn niet (meer) vergeven.